# Zračna luka Konstantin Veliki – Niš
Međunarodna zračna luka Konstantin Veliki – Niš je udaljena 4 kilomentra od središta grada Niša i po veličini je druga međunarodna zračna luka u Srbiji. Međunarodni avijacijski kod ICAO i naziv zračne luke je LYNI, dok je kod međunarodnog udruženja zračnog prijevoznika IATA – INI.

## Povijest
Zračna luka je otvorena tijekom komunističkog razdoblja u Socijalističkoj Federativnoj Republici Jugoslaviji. Dugo je bio samo vojna baza i piste su rabljene u vojne svrhe. Tijekom NATO-va bombardiranja SRJ 1999. godine, zračna luka "Niš" je pogođena i bila je izvan upotrebe nekoliko godina.
Godine 2003. norveško kraljevsko ministarstvo vanjskih poslova je uložilo velika sredstva za rekonstruiranje zračne luke. Zračna luka je otvorena 12. listopada 2003. pod imenom Aerodrom Niš "Konstantin Veliki". Jedan od najprometnijih razdoblja u zračnoj luci bila je zima 2005. godine kada su svi zrakoplovi koji su trebali sletjeti u zračnu luku Beograd – Nikola Tesla (najveća i najprometnija zračna luka u Srbiji) sletjeli na zračnu luku Konstantina Velikog zbog magle u Beogradu i okolici. Beogradska zračna luka Nikole Tesle je poslije toga nabavila sustave da se tako nešto više ne dogodi, ali oni i dalje (2006.) nisu u funkciji i u prosincu 2006. je beogradska zračna luka ponovno zbog magle bila izvan funkcije dva dana, tijekom kojih je niška zračna luka primila izvjestan broj letova.

## Ulaganja i razvoj
Zračna luka Niš – Konstantin Veliki ima tek nekoliko redovnih letova tjedno. Kroz zračnu luku je 2005. godine prošlo 27 000 putnika, oko 42 % više nego 2004. godine. Očekivana je ista stopa rasta i 2006. godine.
Niš Konstantin uspješno je proveo program TAM (Turn Around Management) Europske banke za obnovu i razvoj (EBRD) čiji cilj je unaprijediti rad menadžmenta i strateški pripremiti zračnu luku Niš za razvitak. Ekspert programa TAM, procijenio je da će se u sljedećih par godina broj putnika povećati s 28 000 na 200 000 godišnje. 

## Kompanije i destinacije
| Kompanija  | Destinacija                                                                                       |
| ---------- | ------------------------------------------------------------------------------------------------- |
| Air Serbia | Bologna, Friedrichshafen, Göteborg, Hahn, Hannover, Karlsruhe, Ljubljana, Nürnberg, Rim, Salzburg |
| Ryanair    | Bergamo, Berlin, Bratislava, Malta, Stockholm                                                     |
| Wizz Air   | Basel, Beč, Dortmund, Eindhoven, Malmö, Memmingen                                                 |

## Cargo
| Kompanija     | Destinacija |
| ------------- | ----------- |
| Turkish Cargo | Istambul    |

### Slobodno nebo nad zračnom lukom
Potpisan je takozvani dogovor o ”slobodnom nebu” ("Open Skies") dogovor (slobodno tržište za aviousluge koje omogućava ogromne pogodnosti za putnike, otpremnike, i narod kao i za ekonomiju svake države) i od 1. siječnja 2007. godine, sve kompanije, koje žele mogu letjeti u Srbiju. Do tada je Jat Airlines imao pravo odbiti bilo koju kompaniju koja je željela sletjeti u Srbiju, kako bi uživali tržište bez poslovnih suparnika. Neke od odbijenih tvrtki su bile Adria Airways i Emirates. Ovaj dogovor otvara put za jeftine zrakoplovne tvrtke u Europi, kao što su Ryanair i EasyJet, da lete u Srbiju, pa i prema zračnoj luci Niš – Konstantin Veliki.

## Vanjske poveznice
- (srp.) Međunarodni aerodrom Niš – Konstantin Veliki
- (srp.) Niški aerodrom: Slomljena krila  Arhivirana inačica izvorne stranice od 9. listopada 2007. (Wayback Machine)
- (srp.) Letovi za Crnu Goru od ponedjeljka međunarodni[neaktivna poveznica]
- (srp.) JAT i problem aerodroma Niš  Arhivirana inačica izvorne stranice od 28. ožujka 2008. (Wayback Machine)